# Бројнигвајлер
Бројнигвајлер (њем. Breunigweiler) општина је у њемачкој савезној држави Рајна-Палатинат. Једно је од 81 општинског средишта округа Донерсберг. Према процјени из 2010. у општини је живјело 465 становника. Посједује регионалну шифру (AGS) 7333011.

## Географски и демографски подаци
Бројнигвајлер се налази у савезној држави Рајна-Палатинат у округу Донерсберг. Општина се налази на надморској висини од 247 метара. Површина општине износи 3,2 km². У самом мјесту је, према процјени из 2010. године, живјело 465 становника. Просјечна густина становништва износи 144 становника/km².